# ヴェルニッツ
ヴェルニッツ (ドイツ語: Wörnitz) は、ドイツ連邦共和国バイエルン州ミッテルフランケンのアンスバッハ郡に属する町村（以下、本項では便宜上「町」と記述する）で、シリングスフュルスト行政共同体の一員。

## 地理

### 位置
フランケンヘーエ自然公園内に位置する。

### 隣接する自治体
- ディーバッハ
- シリングスフュルスト
- ドムビュール
- フォイヒトヴァンゲン
- シュネルドルフ
- ヴェトリンゲン

（北から時計回り）

### 自治体の構成
公式には17の地区 (Ort) から構成される。このうち、小集落や孤立農場などを除く集落を以下に列記する。
| - アルツバッハ - ベーゼンネルトリンゲン - ボッテンヴァイラー - エルツベルク - ハルラング - ミューレン | - オーバーヴェルニッツ - ウルリヒスハウゼン - ヴァルトハウゼン - ヴァルカースドルフ - ヴェルニッツ |

## 行政

### 議会
議会は、12人の議員と首長から構成される。

### 紋章
銀地で、中腹に銀の波帯がある3つの峰を持つ緑の山。その山から生えたように緑の菩提樹。木の両側にはそれぞれ、胸壁がある赤い塔。それを赤い壁が結んでいる。

### 年中行事
2年に1度、南ドイツ最大の商用車・中古車クラブが開催される。2005年は、9つのクラブによって約270台の車が、全ドイツ、さらにはヨーロッパ内外から集められた。2007年は9月7日から9日に10のクラブが参加し、ヴェルニッツ遠距離トラックステーションで開催される予定。

## 経済と社会資本
ロマンティック・フランケン観光連盟に加盟している。

### 交通
アウトバーンA7号線沿い（インターチェンジ109 ヴェルニッツ）に位置し、A6号線（インターチェンジ49 ドルフギュッティンゲン）からも遠くない。